# Bulbophyllum dolichoglottis
Bulbophyllum dolichoglottis là một loài phong lan thuộc chi Bulbophyllum.